# Chimia Râmnicu Vâlcea
Chimia Râmnicu Vâlcea war ein rumänischer Fußballverein aus Râmnicu Vâlcea, Kreis Vâlcea. Er spielte insgesamt zehn Spielzeiten in der höchsten rumänischen Fußballliga, der Divizia A, und gewann im Jahr 1973 den rumänischen Pokal.

## Geschichte
Chimia Râmnicu Vâlcea wurde im Jahr 1946 als Vâlceana Râmnicu Vâlcea gegründet. Er spielte bereits im ersten Jahr seines Bestehens in der dritthöchsten rumänischen Fußballliga, der Divizia C. Kurze Zeit später änderte der Verein seinen Namen in CSM Râmnicu Vâlcea (auf Deutsch Arbeitersportklub). Da zu jener Zeit die Divizia C nur unregelmäßig ausgetragen wurde, spielte CSM – abgesehen von der Saison 1948/49 – in regionalen Ligen. Mit der Wiedereinführung der Divizia C im Jahr 1956 gehörte der Klub, der mittlerweile unter dem Namen Flamura Roșie Râmnicu Vâlcea antrat, der Liga wieder an und spielte fortan um den Aufstieg in die Divizia B. Nach weiteren Namensänderungen in Unirea Râmnicu Vâlcea (1957) und Șantierul Govora (1958) spielte die Mannschaft ab 1960 unter dem Namen Chimia Govora in der Divizia B.
Der zweithöchsten rumänischen Spielklasse gehörte der Verein zehn Jahre lang ununterbrochen an. In dieser Zeit konnte er sich stets im Mittelfeld seiner Staffel platzieren. Nach weiteren Namensänderungen in Unirea Râmnicu Vâlcea (1962) und Oltul Râmnicu Vâlcea (1965; benannt nach dem Fluss Olt, an dem Râmnicu Vâlcea liegt) nahm er im Jahr 1967 den Namen Chimia Râmnicu Vâlcea an, unter dem er seine größten Erfolge feiern sollte.
Nach dem Abstieg in die Divizia C im Jahr 1970 und dem sofortigen Wiederaufstieg folgten die erfolgreichsten zwei Jahrzehnte der Vereinsgeschichte. Der größte Erfolg gelang im Jahr 1973, als der Klub in das rumänische Pokalfinale einziehen und dort im Duell zweier Außenseiter das lediglich in der Divizia C spielende Constructorul Galați besiegen konnte. Nach diesem Erfolg nahm Chimia in der darauf folgenden Saison am Europapokal der Pokalsieger teil, wo allerdings schon in der 1. Runde gegen Glentoran FC aus Nordirland Endstation war. In derselben Spielzeit gelang der erstmalige Sprung in die höchste rumänische Fußballliga, die Divizia A.
Nach dem sofortigen Abstieg am Ende der Saison 1974/75 dauerte es drei Jahre, ehe die Rückkehr ins Oberhaus gelang. Dieses Mal gestaltete sich das Unternehmen weitaus erfolgreicher, als sich Chimia neun Jahre lang halten konnte. Die beste Platzierung in diesem Zeitraum war der achte Platz der Saison 1981/82. Nach dem Abstieg am Ende der Saison 1986/87 kämpfte der Verein zunächst einige Jahre lang vergeblich um den Wiederaufstieg, ehe er allmählich in den Abstiegskampf rutschte.
Nach der Umbenennung in FC Râmnicu Vâlcea im Jahr 1994 stieg er im Jahr 1996 in die Divizia C ab, ehe im Jahr 1998 ein erneuter Abstieg und der damit verbundene Absturz in die Viertklassigkeit folgte. Im Jahr 2004 löste sich der Verein infolge von finanziellen Problemen schließlich auf. Der sportliche Nachfolger ist CSM Râmnicu Vâlcea, das seit 2005 in der Divizia B spielt.

## Erfolge
- Rumänischer Pokalsieger: 1973
- Aufstieg in die Divizia A: 1974, 1978
- Aufstieg in die Divizia B: 1960, 1971